# USS Monarch

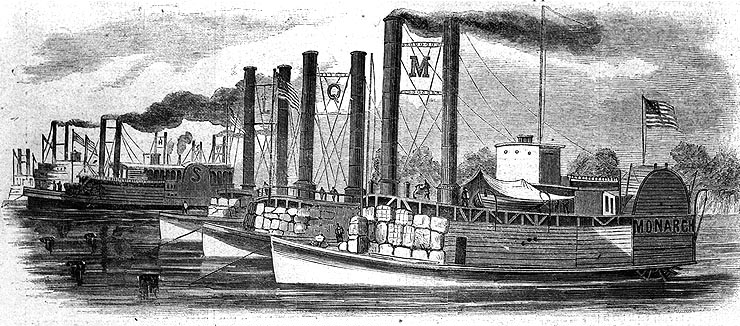
La flota de arietes estadounidenses, el USS Monarch es el buque de primer plano.

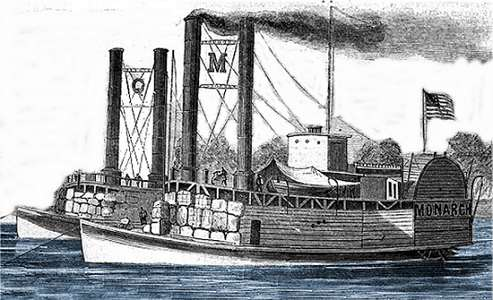
Litografía recortada y coloreada del Queen of the West y el Monach.

El ariete de vapor Monarch se compró en Pittsburg en abril de 1862 y se encargó allí como parte de la flota de arietes del Coronel Ellet, con el Capitán R. W. Sanford al mando.
Después de equiparse en New Albany, Monarch comenzó el servicio activo con la flota de arietes. Navegando río abajo en mayo, exploró Fort Pillow en junio y se unió al Benton, Louisville, Carondelet, St. Louis, Cairo y el Queen of the West en la Primera Batalla de Memphis el 6 de junio. Al enfrentarse a la Flota de Defensa Fluvial confederada, los arietes destruyeron siete de los barcos del sur, eliminando a la Flota de Defensa como una fuerza naval efectiva. El Monarch embistió al Colonel Lovell y al General Beauregard. Las fuerzas de la Unión tomaron Memphis el 6 de junio, limpiando el alto Misisipi de fuertes y embarcaciones navales del sur. El 26 de junio, el Monarch y Lancaster persiguieron al General Earl Van Dorn por el Misisipi y subieron por el Yazoo, y los confederados quemaron el barco debajo de la ciudad de Yazoo para evitar su captura.
A partir de junio, Monarch operó contra Vicksburg. El Monarch y otros cinco barcos partieron de Helena, Ark., el 16 de agosto en una expedición del Ejército y la Marina hasta el río Yazoo con tropas que aterrizaron en varios puntos a lo largo de la costa y destruyeron las baterías en el río. Los barcos de la Unión capturaron el CSS Fairplay sobre Vicksburg el 27 de agosto; Luego, el Monarch navegó en el Yazoo con el General Bragg para evitar el uso confederado del vapor Paul Jones y obstaculizar las comunicaciones con Vicksburg. Más tarde ese año, el Monarch buscó torpedos en el Yazoo.
El Monarch se unió a otros 11 barcos en la expedición para capturar Fort Hindman el 4 de enero de 1863, un punto que Porter señaló como "a tough nut to crack" (un hueso duro de roer). Uniendo esfuerzos con las tropas de Sherman el 9 de enero, los barcos de la Unión compartieron la captura de Fort Hindman el 11 de enero. En febrero, Monarch llevó el Yazoo a Greeneville para relevar al Comandante Prichett, controlando la actividad guerrillera. En abril, se unió al Lioness, Horner y Fulton para apoyar a la brigada de marines del coronel Ellet en Tennessee.
Con la caída de Vicksburg, en julio, y el colapso de las fuerzas navales confederadas en los ríos occidentales, se cumplió la misión del ariete. Fue eliminada de la lista naval en 1864, pero permaneció en reserva, lista para ser llamada al servicio activo, hasta que fue a Mound City para su desmantelamiento en julio de 1865.